# Reacción de Wolffenstein-Böters
La reacción de Wolffenstein-Böters es una reacción orgánica en la que el benceno reacciona con una mezcla de ácido nítrico acuoso y nitrito mercúrico para dar como producto ácido pícrico.
De acuerdo a una serie de estudios, el nitrito mercúrico primero convierte al benceno en nitrosobenceno, convirtiéndose así en una sal de diazonio y posteriormente al fenol. Éste activa fuertemente al benceno, permitiendo así la posterior nitración exhaustiva del anillo aromático. La presencia del nitrito es fundamental para la reacción. Varios experimentos demuestran que cuando se utiliza urea (utilizada como trampa de nitritos) el ácido pícrico deja de formarse.
Una reacción conceptualmente relacionada es la reacción de Bohn-Schmidt (1889), la cual implica la hidroxilación de una   hidroxiantraquinona con ácido sulfúrico en presencia de plomo, mercurio o selenio para dar así una antraquinona polihidroxilada.